# Žaga (gmina Velike Lašče)
Žaga – wieś w Słowenii, w gminie Velike Lašče. W 2018 roku liczyła 11 mieszkańców.